# Essunga (småort)
Essunga är en småort i Essunga socken i Essunga kommun i Västra Götalands län, belägen en halvmil öster om Nossebro och ett par kilometer norr om Essunga kyrkby.
Essunga är ett stationssamhälle som växte upp kring en station på Västgötabanan som gick här 1900-1988. Innan utdikning och järnvägsbygge användes området mest som betesmark för Essunga kyrkby.